# Izcala
Izcala es una entidad de población española del municipio de Topas, perteneciente a la provincia de Salamanca, en la comunidad autónoma de Castilla y León.

## Historia
Hacia mediados del siglo XIX, el lugar, por entonces perteneciente al municipio de Villanueva de Cañedo, tenía contabilizada una población de 4 habitantes. Aparece descrito en el noveno volumen del Diccionario geográfico-estadístico-histórico de España y sus posesiones de Ultramar de Pascual Madoz con las siguientes palabras:

IZCALA: desp. en la prov. y part. jud. de Salamanca, térm. jurisd. de Villanueva de Cañedo. (V.) pobl. 1 vec., 4 almas.
(Madoz, 1847, p. 472)

En 2023, la entidad singular de población de Izcala, ahora perteneciente al municipio de Topas, tenía empadronados 10 habitantes, todos ellos en diseminado.